# Salomé de Gélieu
Salomé de Gélieu (* 17. April 1742 in Les Bayards; † 29. März 1820 in Colombier) war eine Schweizer Pädagogin und Erzieherin an europäischen Fürstenhöfen.

Salomé de Gélieu, um 1800

## Leben
Salomé kam als Tochter des Predigers Jacques de Gélieu und dessen Ehefrau Elisabeth, geborene Willy, zur Welt und wuchs mit fünf Geschwistern in Les Verrières auf.
Nach dem Tod ihres Vaters 1763 eröffnete sie 1765 gemeinsam mit ihren Schwestern Rose und Marie-Elisabeth ein Pensionat für junge Mädchen in Neuenburg. Zwischen 1768 und 1777 war sie als Lehrerin in England tätig und unterrichtete die Töchter von George Spencer, 4. Duke of Marlborough.
Im Anschluss an ihre Rückkehr nach Neuenburg 1777 führte sie gemeinsam mit ihrer Schwester Esther de Gélieu das von ihr mit gegründete Pensionat in Neuenburg fort, bis sie im Jahre 1785 einen Ruf als Gouvernante der Prinzessinnen Therese, Friederike und Luise von Mecklenburg-Strelitz nach Darmstadt erhielt. Zugleich betreute sie deren Brüder Georg und Karl von Mecklenburg. 
Sie war in dieser Funktion bis 1793 am Hof der Prinzessin George tätig und kehrte nach der Verlobung der Prinzessinnen Friederike und Luise mit den Prinzen Friedrich Wilhelm und Louis von Preussen in das Fürstentum Neuenburg zurück, wo sie bis zu ihrem Tod im Jahre 1820 im Pfarrhaus ihres Bruders Jonas de Gélieu in Colombier lebte.
Mit ihren Schülerinnen unterhielt sie bis zu ihrem Tode einen regen Briefwechsel. Der preussische König Friedrich Wilhelm III. besuchte sie 1814 gemeinsam mit seinem Sohn Wilhelm, ebenso erhielt sie Besuch des preussischen Kronprinzen Friedrich Wilhelm.
In der biografischen Literatur zu Königin Luise von Preussen wird sie häufig mit ihrer Schwester Susanne-Salomé de Gélieu (1737–1808) verwechselt, die jedoch das Gebiet von Neuenburg zeit ihres Lebens allenfalls verliess, um in dem ihrem Wohnort Lignières benachbarten und zum damaligen Fürstbistum Basel gehörenden La Neuveville einzukaufen.

## Wirken
Während ihrer Tätigkeit als Erzieherin der Prinzessinnen Luise und Friederike besuchte Salomé de Gélieu im Jahr 1787 die von Johann Gottfried Brügelmann gegründete Textilfabrik Cromford in Ratingen. Ihr Bericht über diesen Besuch diente als wichtige Quelle für die Rekonstruktion der Maschinen der Textilfabrik Cromford im Rahmen des Rheinischen Industriemuseums.